# МКС-3
МКС-3 — третій довготривалий екіпаж Міжнародної космічної станції. Екіпаж працював на борту МКС з 12 серпня по 15 грудня 2001 року.
Під час третьої експедиції було прийнято і введено до складу комплексу російський Стикувальний відсік. Прийняті й розвантажені кораблі «Прогрес М-45» і «Прогрес М1-7». Прийнята російська експедиція відвідування на кораблі «Союз ТМ-33». Прийнятий шаттл з вантажним модулем Raffaello. Продовжені наукові дослідження з російською і американською програмою. Станція передана екіпажу 4-ї основної експедиції.

## Екіпаж
- (НАСА): Френк Калбертсон (3)[3] — командир
- (Роскосмос): Володимир Дежуров (2) — пілот
- (Роскосмос): Михайло Тюрін (1) — бортінженер

### Дублюючий екіпаж
- (Роскосмос): Валерій Корзун (2) — командир
- (Роскосмос): Сергій Трещев (1) — пілот
- (НАСА): Пеггі Вітсон (1) — бортінженер[4]

## Параметри польоту
- Нахил орбіти — 51,6 °
- Період обертання — 92,0 хв
- Перигей — 384 км
- Апогей — 396 км

## Виходи в космос
- 8 жовтня, тривалість 4:00 58 хвилин — астронавти Володимир Дежуров і Михайло Тюрін. Вперше було випробувано стикувальний відсік «Пірс», космонавти вийшли через один з його вихідних люків (ВЛ-1)[5]. Прокладка кабелів і установка вантажної стріли ГСтМ-1 на стикувальний відсік № 1 (СО1).
- 15 жовтня, тривалість 5 годин 52 хвилини — астронавти Володимир Дежуров і Михайло Тюрін. Установка панелей MPAC & SEED і апаратури «Кромка 1-0».
- 12 листопада, тривалість 5 годин 4 хвилини — астронавти Володимир Дежуров і Френк Калберстон. Підключення антен системи «Курс» на СО1, випробування ГСтМ-1.
- 3 грудня, тривалість 2 години 46 хвилин — астронавти Володимир Дежуров і Михайло Тюрін. Видалення стороннього предмета зі стикувального вузла на агрегатному відсіку СМ «Зірка» під час стиковки вантажного «Прогрес М1-7» (чужорідним тілом виявилася ущільнювальна гумка від вантажного корабля «Прогрес М-45»)[6].